# Les Superflics
Les Superflics (The Super Cops)  est un film d'action américain réalisé par Gordon Parks, sorti en 1974.

## Synopsis
Greenberg et Hantz, deux anciens policiers new yorkais ayant affronter le système corrompu, se sont reconverti comme détectives privés.

## Fiche technique
- Réalisation : Gordon Parks
- Scénario : Lorenzo Semple Jr. d'après un livre de L.H. Whittemore
- Producteur : William Belasco
- Photographie : Richard C. Kratina
- Musique : Jerry Fielding
- Montage : Moe Howard
- Genre : action, aventure
- Distributeur : Metro-Goldwyn-Mayer
- Durée : 90 minutes
- Date de sortie : 20 mars 1974

## Distribution
- Ron Leibman : David Greenberg
- David Selby : Robert Hantz
- Sheila Frazier : Sara
- Pat Hingle : l'inspecteur Novick
- Dan Frazer : le capitaine de la police Irving Krasna
- Joseph Sirola : le lieutenant de la police O'Shaughnessy
- Arny Freeman: le juge Benny Kellner
- Bernard Kates : Heller
- Alex Colon : Carlos
- Charles Turner : Joe Hayes
- Ralph Wilcox : John Hayes
- Al Fann : Frank Hayes
- Albert Henderson : le capitaine de la police Arbow